# Агбонавбаре, Уилфред
Уилфред Агбонавбаре (англ. Wilfred Agbonavbare; 5 октября 1966, Лагос — 27 января 2015, Алькала-де-Энарес, Мадрид) — нигерийский футболист, вратарь. Известен прежде всего по выступлениям в составе сборной Нигерии и испанского «Райо Вальекано». Победитель Кубка африканских наций 1994 и участник чемпионата мира по футболу 1994.
Уилфред Агбонавбаре родился в столице Нигерии Лагосе. Профессиональную карьеру начал в команде «Нью Нигерия Бэнк», вместе с которой стал чемпионом страны в 1985 году. Впоследствии в течение сезона выступал за «БСК Лайонз».
После того как Уилфреду Агбонавбаре был поставлен диагноз «рак», команда «Райо Вальекано» продолжила заботиться о своем бывшем игроке. В частности, клуб оплачивал лечение футболиста и выделил средства для того, чтобы трое детей голкипера смогли прилететь из Нигерии в Испанию попрощаться с отцом. Однако из-за бюрократических процедур им так и не удалось этого сделать. 27 января 2015 года Агбонавбаре умер в клинике города Алькала-де-Энарес близ Мадрида.